# حليقو الرؤوس

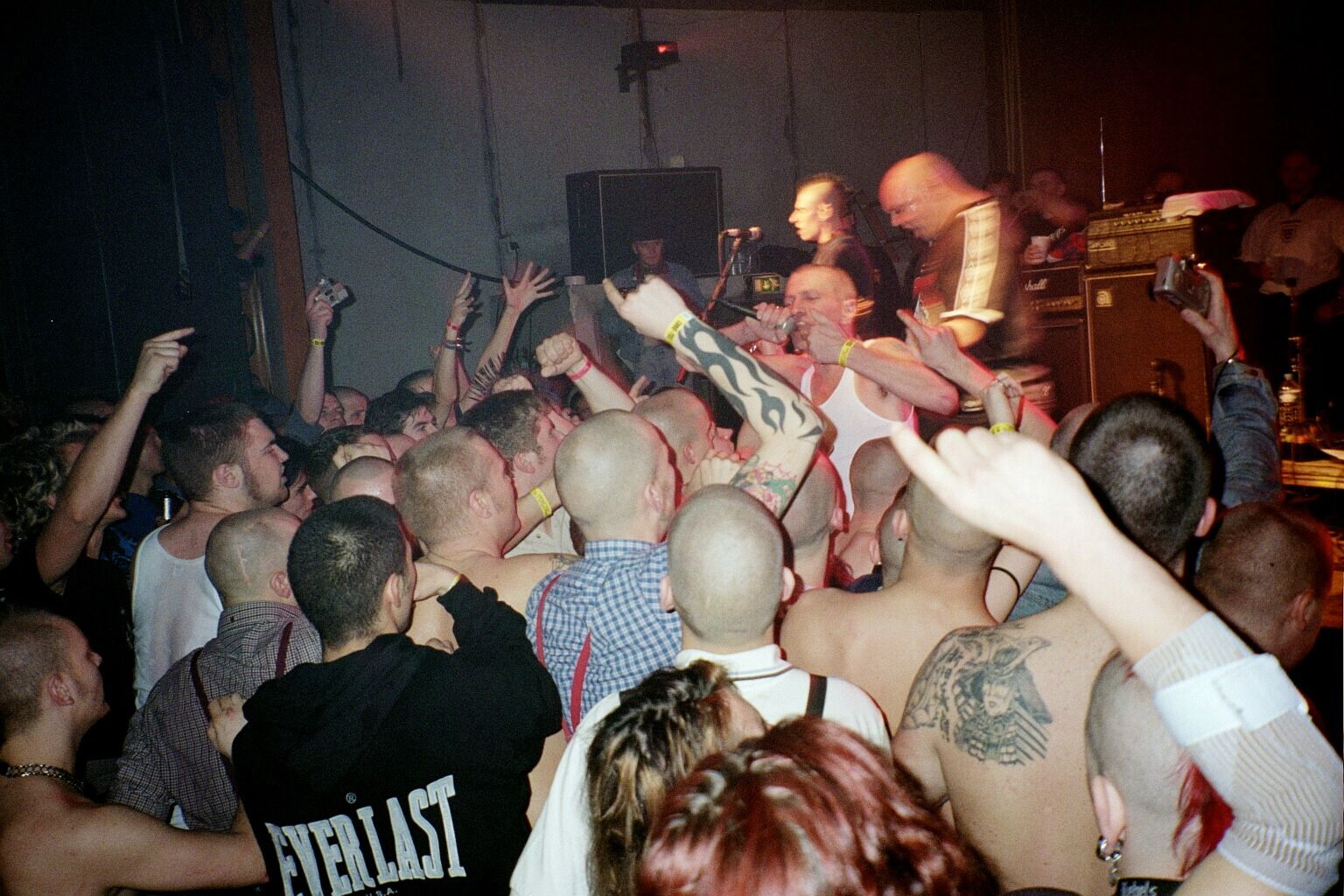
فرقة البانك روك البريطانية ذا بيزنيس تغني في برلين في عام 2003.

حليقو الرؤوس (بالإنجليزية: Skinhead)‏ ويُلفظ سكينهيد، هي ثقافة فرعية نشأت بين شباب الطبقة العاملة في لندن في الستينيات وسرعان ما انتشرت إلى أجزاء أخرى من المملكة المتحدة. وانتشرت حركة حليقي الرؤوس ثانية ضمن الطبقة العاملة في جميع أنحاء العالم في الثمانينيات. نشأت الحركة من الاغتراب الاجتماعي والتضامن مع الطبقة العاملة، وهم يتميزون برؤوسهم الحليقة تماما أو شبه الحليقة وارتدائهم لملابس الطبقة العاملة مثل أحذية العمل وحمالات السراويل وبنطلونات الجينز. بلغت الحركة ذروتها خلال ستينيات القرن الماضي، ثم عادت في الثمانينيات، ولكنها وضعت في عدة سياقات في مختلف أنحاء العالم منذ ذلك الحين.

## تاريخ

### البداية
وجاء ظهور هذه الحركة في موجتين، حيث حدثت الموجة الأولى في أواخر الستينيات والموجة الثانية التي نشأت في منتصف السبعينيات إلى أوائل الثمانينيات. كانت أفراد الحركة الأولى من شباب الطبقة العاملة الذي دفعهم التعبير عن القيم البديلة وفخر الطبقة العاملة، رافضين التقشف والمحافظة في فترة الخمسينات وأوائل الستينيات، أو حركات الهيبيز  البرجوازية في أواسط وأواخر الستينات. استوحى السكينهيد أسلوبهم أيضا من ثقافات فرعية أخرى مثل أزياء ثقافة المود وموسيقى وأزياء السود، وخاصة من ثقافة رود بويز في جامايكا.  كان هناك تداخل كبير بين ثقافة سكينهيد الأولى وثقافات المود والثقافات الرود بويز التي كانت موجودة بين المهاجرين الجامايكيين والبريطانيين من أصل جامايكي، حيث تفاعلت هذه الجماعات مع بعضها حيث عاشت في نفس أحياء الطبقات العاملة والفقيرة.  وبهذا تأثرت الأجيال الأولى والثانية من السكينهيد بالإيقاعات البطيئة والمتكررة لموسيقى السكا والداب، بالإضافة إلى اعتمادها موسيقى الروك والريغي والسول للأمريكيين السود. 

### الثمانينيات
كان أغلب أعضاء الجيل الثاني في الثمانينيات من أتباع حركة البوست بانك، اشتركوا في حركة البانك وكانوا يعزفون موسيقى البانك روك، وإن ظلوا يستمعون لموسيقى السكا والريغي مثل الجيل السابق من السكينهيد. وأصبحت ثقافة السكينهيد مرتبطة ارتباطا وثيقا بثقافة البانك منذ ذلك الحين. تتنوع أزياء السكينهيد العصرية من أزياء ستينات القرن العشرين إلى أزياء البانك. 
خلال أوائل الثمانينيات، زاد نفوذ الانتماءات السياسية وقسمت الثقافة وأبعدت بين اليمين المتطرف واليسار المتطرف، رغم أن العديد من أعضاء هذه الحركة يصفون أنفسهم بأنهم دون ميول سياسية. وبما أن ثقافة السكينهيد كانت متمركزة جغرافيا وبعيدة عن معايير المجتمع، فقد تم ربطها مع بعض الأفكار السياسية العنيفة والمتشددة، وتأثرت في منتصف الثمانينات من القرن الماضي بسبب تقارير إعلام التابلويد وحوادث العنف العنصري التي ارتبطت بأفرادها.  ذكر بيل أوزرببي، وهو أستاذ الإعلام والثقافة والاتصالات،
| حليقو الرؤوس | من المؤسف أن تكون العنصرية مرادفة لثقافة السكينهيد. لقد لعبت وسائل الإعلام دورها في هذا، ولكن من الواضح أيضا أن صوت الفاشيين كان عاليا في السكينهيد. هناك أفراد مستنيرون ومناهضون للفاشية لم يروجوا أنفسه بشكل أفضل | حليقو الرؤوس |

.

### التسعينيات
من التسعينيات، تبنى هذه الثقافة الشباب النازيون الجدد في ألمانيا الشرقية السابقة، وإسبانيا وفنلندا وبلدان أوروبا الوسطى والشرقية مثل روسيا. ومع ذلك، لا يزال العديد من أفراد هذه الثقافة متأثرين بالمعارضين اليساريين ووسط اليسار أو غيرها من السياسات المستقلة التي كانت جزءا من الحركة منذ بدايتها، لا سيما في المملكة المتحدة والولايات المتحدة، في حين لا يزال آخرون يتبنون الثقافة على أنها حركة غير سياسية تساند الطبقة العاملة.